# Clytus validus
Clytus validus är en skalbaggsart som beskrevs av Leon Fairmaire 1896. Clytus validus ingår i släktet Clytus och familjen långhorningar.
Artens utbredningsområde är Tibet. Inga underarter finns listade i Catalogue of Life.